# Sigfrid Edström
Johannes Sigfrid Edström  (Orust, 21 de Novembro de 1870 — 18 de Março de 1964) foi um industrial sueco e o quarto presidente do Comitê Olímpico Internacional (COI).

## Biografia

### Primeiros anos
Edström nasceu na pequena vila de Morlanda, na ilha de Orust, província de Bohuslän. Estudou na Universidade de Tecnologia de Chalmers em Gotemburgo e depois se mudou para a Suíça e Estados Unidos. Quando jovem foi um velocista de ponta, capaz de correr os 100 metros rasos em 11 segundos. Foi diretor da companhia eletrotécnica ASEA de 1903 a 1933 e presidente do grupo de 1934 a 1939.

### Estocolmo 1912
Edström acabou se envolvendo com a administração esportiva na Suécia e ajudou a organizar os Jogos Olímpicos de Verão de 1912, realizados em Estocolmo. Durante os jogos, foi criada a Associação Internacional de Federações de Atletismo e Edström foi eleito seu primeiro presidente, permanecendo no cargo até 1946.

### Comitê Olímpico Internacional
Se tornou membro do COI em 1920 e, depois de assumir um cargo no Comitê Executivo, se tornou vice-presidente em 1931. Com a morte de Henri de Baillet-Latour em 1942, assumiu a presidência do COI até o término da Segunda Guerra Mundial, quando foi oficialmente eleito presidente. Ele viveu um momento importante, tendo que fazer reviver o Movimento Olímpico após o término da guerra.
Deixou o cargo em 1952, sendo sucedido por Avery Brundage e se tornando Presidente Honorário Vitalício da instituição.